# 미백

미백 제품

미백(美白)은 피부를 하얗게 하는 것을 말한다. 멜라닌의 생성을 억제하기 위한 미백 화장품을 사용하는 경우가 일반적이다.

## 같이 보기
- 백색증